# Aquilino Bocos Merino
Aquilino Bocos Merino, född 17 maj 1938 i Canillas de Esgueva, Valladolid, Kastilien och León, är en spansk kardinal och ärkebiskop.

## Biografi
Aquilino Bocos Merino blev postulant inom Claretianorden år 1950. Han studerade vid Salamancas universitet och prästvigdes den 23 maj 1963. Han var ordens generalsuperior mellan 1991 och 2003.
Den 31 maj 2018 utnämndes Bocos Merino till titulärärkebiskop av Urusi och biskopsvigdes av kardinal Fernando Sebastián Aguilar den 16 juni samma år. Kardinal Sebastián Aguilar assisterades vid detta tillfälle av kardinal Carlos Osoro Sierra och kardinal Ricardo Blázquez. 
Den 28 juni 2018 upphöjde påve Franciskus Bocos Merino till kardinaldiakon med Santa Lucia del Gonfalone som titeldiakonia.

## Bilder

Kardinal Bocos Merinos titeldiakonia
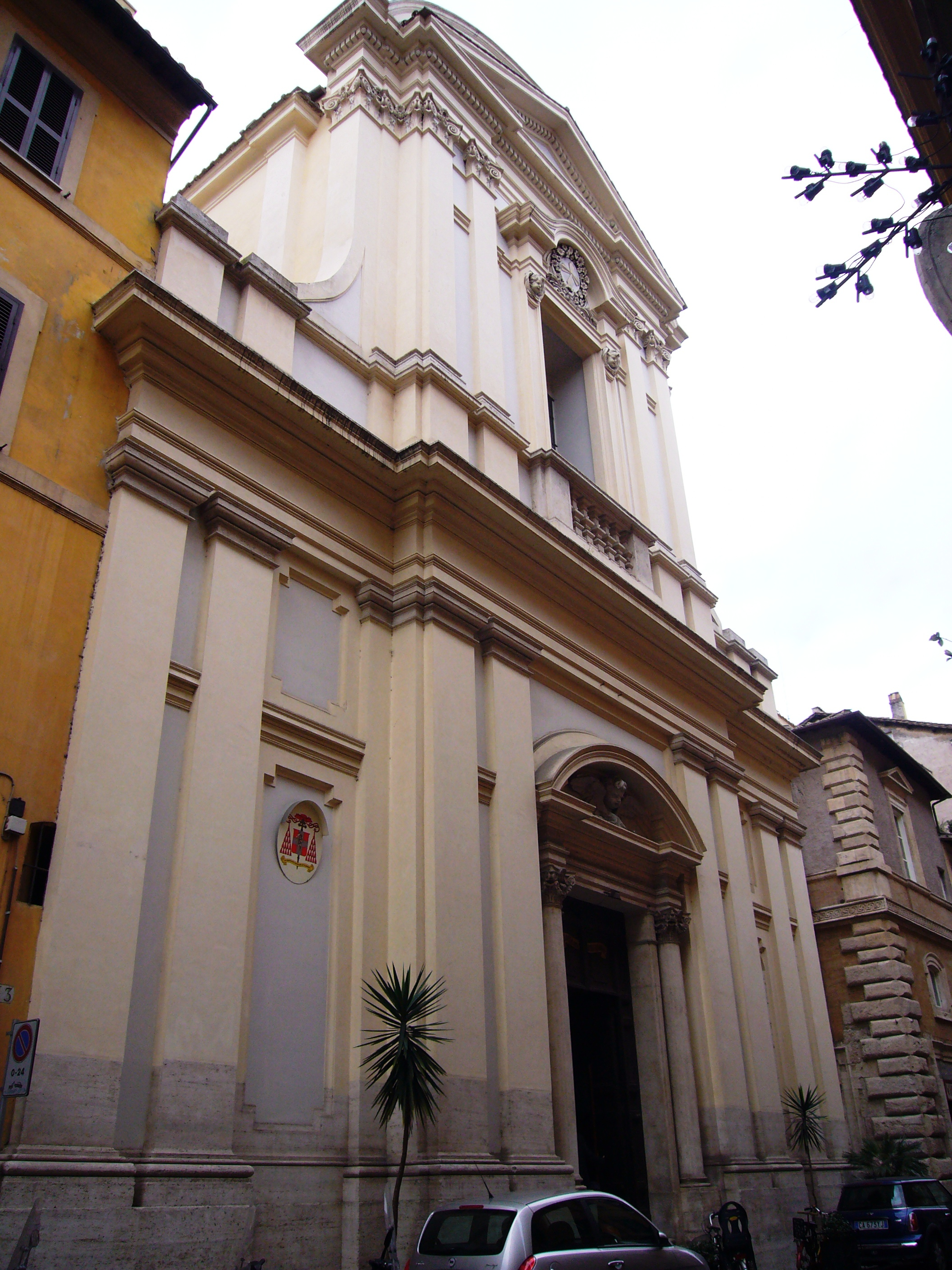
Santa Lucia del Gonfalone.